# Randi Lindtner Næss
Randi Lindtner Næss (Bergen, 11 de mayo de 1905 – Bergen, 20 de mayo de 2009) fue una actriz y cantante noruega.

## Biografía
Næss hizo su debut en el teatro en el Den Nationale Scene de 1928 y estuvo allí hasta 1974. Después de ello, siguió en solitario. 
Apareció de manera habitual en obras de Ludvig Holberg así como también en numerosas operetas y comedias. Suúltimo trabajo fue en 1991. 
Hija de Ragnvald Andreas Lindtner (1879–1966) y Thea Johanne Olsen (1884–1973), fue hermanada del actor Lothar Lindtner (1917–2005) y estuvo casada con Birger Næss (1900–1976).
Fue madre del actor Arne Lindtner Næss. Mediante su hija, Berit Næss, también fue suegra del actor Rolf Søder (1918–1998).
Murió en 2009, nueve días después de cumplir su 104º aniversario.